# Kineke Alexander
Kineke Alicia Alexander (ur. 21 lutego 1986 w Kingstown) – lekkoatletka reprezentująca Saint Vincent i Grenadyny, sprinterka, uczestniczka igrzysk olimpijskich, wielokrotna rekordzistka kraju na różnych dystansach.
Jako juniorka stawała na podium CARIFTA Games oraz mistrzostw Ameryki Środkowej i Karaibów juniorów. Jej pierwszą światową imprezą mistrzowską były mistrzostwa świata juniorów rozegrane w lipcu 2004 w Grosseto. Rok później zadebiutowała na seniorskich mistrzostwach globu. Wtedy też rozpoczęła studia na University of Iowa, dzięki czemu mogła startować w zawodach NCAA Division I. W 2006 zdobyła na nich swój pierwszy medal – w Sacramento przebiegła dystans 400 metrów w czasie 51,35. Zawodniczka sięgnęła po srebro oraz ustanowiła aktualny rekord Saint Vincent i Grenadyn. W tym samym roku reprezentowała swój kraj na igrzyskach Wspólnoty Narodów w Melbourne.
Rok 2007 przyniósł zawodniczce brązowy medal mistrzostw NACAC. Bez powodzenia startowała na igrzyskach panamerykańskich oraz na mistrzostwach świata. Rok później zajęła 6. miejsce na młodzieżowym czempionacie NACAC oraz odpadła w eliminacjach podczas swoich pierwszych igrzysk olimpijskich. W 2011 nie awansowała do półfinału ani na mistrzostwach Ameryki Środkowej i Karaibów, ani na igrzyskach panamerykańskich. Nie uzyskała minimum kwalifikacyjnego na mistrzostwa świata w Daegu, więc jedyną reprezentantką Saint Vincent i Grenadyn była Natasha Mayers, która ostatecznie nie pojawiła się na starcie biegu na 100 metrów.
Na początku 2012 bez powodzenia startowała na halowych mistrzostwach świata w Stambule. Nie ukończyła biegu eliminacyjnego w trakcie trwania igrzysk olimpijskich w Londynie. W lipcu 2013 zdobyła złoto na 200 oraz brąz na 400 metrów podczas mistrzostw Ameryki Środkowej i Karaibów. Miesiąc później startowała na mistrzostwach świata, na których dotarła do półfinału 400 metrów, a na dwa razy krótszym dystansie odpadła w eliminacjach. W 2015 zdobyła brązowy medal na dystansie 400 metrów podczas igrzysk panamerykańskich w Toronto.
Jest jedną z ośmiu kobiet, które reprezentowały Saint Vincent i Grenadyny na igrzyskach olimpijskich. Jako jedyna w swoim kraju trzykrotnie została chorążym reprezentacji (2008, 2012 oraz 2016).
Zdobywała złote medale podczas otwartych mistrzostw Barbadosu oraz Saint Kitts i Nevis. Siedmiokrotnie ustanawiała nowe rekordy kraju w kategorii seniorów. Do niej należą także trzy aktualne rekordy juniorów (200 metrów na otwartym stadionie oraz 400 metrów na stadionie i w hali).

## Osiągnięcia
| Rok  | Impreza                                           | Miejsce             | Konkurencja        | Lokata     | Wynik  |
| ---- | ------------------------------------------------- | ------------------- | ------------------ | ---------- | ------ |
| 2002 | Mistrzostwa Ameryki Środkowej i Karaibów juniorów | Bridgetown          | bieg na 400 metrów | 2. miejsce | 55,42  |
| 2004 | Mistrzostwa Ameryki Środkowej i Karaibów juniorów | Coatzacoalcos       | bieg na 200 metrów | eliminacje | 24,15w |
| 2004 | Mistrzostwa Ameryki Środkowej i Karaibów juniorów | Coatzacoalcos       | bieg na 400 metrów | 1. miejsce | 53,93  |
| 2004 | Mistrzostwa świataw juniorów                      | Grosseto            | bieg na 400 metrów | półfinał   | 56,42  |
| 2005 | Mistrzostwa Ameryki Środkowej i Karaibów          | Nassau              | bieg na 400 metrów | eliminacje | 53,43  |
| 2005 | Mistrzostwa panamerykańskie juniorów              | Windsor             | bieg na 400 metrów | 4. miejsce | 53,28  |
| 2005 | Mistrzostwa świata                                | Helsinki            | bieg na 400 metrów | eliminacje | 54,45  |
| 2006 | Igrzyska Wspólnoty Narodów                        | Melbourne           | bieg na 400 metrów | półfinał   | 53,19  |
| 2006 | Młodzieżowe mistrzostwa NACAC                     | Santo Domingo       | bieg na 400 metrów | 4. miejsce | 52,95  |
| 2006 | Igrzyska Ameryki Środkowej i Karaibów             | Cartagena de Indias | bieg na 400 metrów | 3. miejsce | 52,04  |
| 2007 | Mistrzostwa NACAC                                 | San Salvador        | bieg na 400 metrów | 3. miejsce | 53,52  |
| 2007 | Igrzyska panamerykańskie                          | Rio de Janeiro      | bieg na 400 metrów | eliminacje | 52,37  |
| 2007 | Mistrzostwa świata                                | Osaka               | bieg na 400 metrów | eliminacje | 52,51  |
| 2008 | Młodzieżowe mistrzostwa NACAC                     | Toluca              | bieg na 400 metrów | 6. miejsce | 53,22  |
| 2008 | Igrzyska olimpijskie                              | Pekin               | bieg na 400 metrów | eliminacje | 52,87  |
| 2009 | Mistrzostwa świata                                | Berlin              | bieg na 400 metrów | półfinał   | 53,43  |
| 2011 | Mistrzostwa Ameryki Środkowej i Karaibów          | Mayagüez            | bieg na 400 metrów | eliminacje | 55,41  |
| 2011 | Igrzyska panamerykańskie                          | Guadalajara         | bieg na 400 metrów | eliminacje | 53,42  |
| 2012 | Halowe mistrzostwa świata                         | Stambuł             | bieg na 400 metrów | eliminacje | 55,88  |
| 2012 | Igrzyska olimpijskie                              | Londyn              | bieg na 400 metrów | –          | DNF    |
| 2013 | Mistrzostwa Ameryki Środkowej i Karaibów          | Morelia             | bieg na 200 metrów | 1. miejsce | 23,00  |
| 2013 | Mistrzostwa Ameryki Środkowej i Karaibów          | Morelia             | bieg na 400 metrów | 3. miejsce | 52,81  |
| 2013 | Mistrzostwa świata                                | Moskwa              | bieg na 200 metrów | eliminacje | 23,42  |
| 2013 | Mistrzostwa świata                                | Moskwa              | bieg na 400 metrów | półfinał   | 51,64  |
| 2014 | Halowe mistrzostwa świata                         | Sopot               | bieg na 400 metrów | eliminacje | 52,80  |
| 2014 | Igrzyska Wspólnoty Narodów                        | Glasgow             | bieg na 200 metrów | półfinał   | 23,58  |
| 2014 | Igrzyska Wspólnoty Narodów                        | Glasgow             | bieg na 400 metrów | 5. miejsce | 52,78  |
| 2014 | Igrzyska Ameryki Środkowej i Karaibów             | Xalapa              | bieg na 400 metrów | 6. miejsce | 54,21  |
| 2015 | Igrzyska panamerykańskie                          | Toronto             | bieg na 400 metrów | 3. miejsce | 51,50  |
| 2015 | Mistrzostwa NACAC                                 | San José            | bieg na 400 metrów | 4. miejsce | 52,51  |
| 2015 | Mistrzostwa świata                                | Pekin               | bieg na 200 metrów | eliminacje | 23,30  |
| 2015 | Mistrzostwa świata                                | Pekin               | bieg na 400 metrów | eliminacje | 52,24  |
| 2016 | Igrzyska olimpijskie                              | Rio de Janeiro      | bieg na 400 metrów | eliminacje | 52,45  |
| 2018 | Halowe mistrzostwa świata                         | Birmingham          | bieg na 400 metrów | eliminacje | 55,46  |

## Rekordy życiowe
- Bieg na 60 metrów (hala) – 7,34 (17 stycznia 2014, Houston)
- Bieg na 100 metrów – 11,69 (23 marca 2013, Houston) / 11,62 (21 marca 2014, Fort Worth)
- Bieg na 200 metrów (stadion) – 23,00 (7 lipca 2013, Morelia)
- Bieg na 200 metrów (hala) – 23,24 (14 lutego 2015, Fayetteville) rekord Saint Vincent i Grenadyn
- Bieg na 400 metrów (stadion) – 51,23 (26 kwietnia 2014, San Marcos) rekord Saint Vincent i Grenadyn / 50,8 (31 maja 2014, Clermont)
- Bieg na 400 metrów (hala) – 51,48 (10 marca 2007, Fayetteville) rekord Saint Vincent i Grenadyn
- Bieg na 600 metrów (hala) – 1:27,84 (13 stycznia 2006, Iowa City) rekord Saint Vincent i Grenadyn